# Myoxomorpha funesta
Myoxomorpha funesta là một loài bọ cánh cứng trong họ Cerambycidae.